# Izquierda Verde
Izquierda Verde (IV) fue el nombre habitual del Grupo Parlamentario de Izquierda Unida-Iniciativa per Catalunya Verds en el Congreso de los Diputados español durante la VIII Legislatura (2004-2008). Lo formaron los diputados de las formaciones políticas Izquierda Unida e Iniciativa per Catalunya Verds, que concurrieron en coalición a las elecciones legislativas de 2004. Contó con cinco diputados, tres de IU y dos de ICV:
Carme García, diputada de ICV por Barcelona
Joan Herrera, diputado de ICV por Barcelona (portavoz adjunto).
Gaspar Llamazares, diputado de IU por Madrid (portavoz).
Isaura Navarro, diputada de IU por Valencia
Ángel Pérez, diputado de IU por Madrid, sustituido en 2007 por Montserrat Muñoz.